# Bullendale

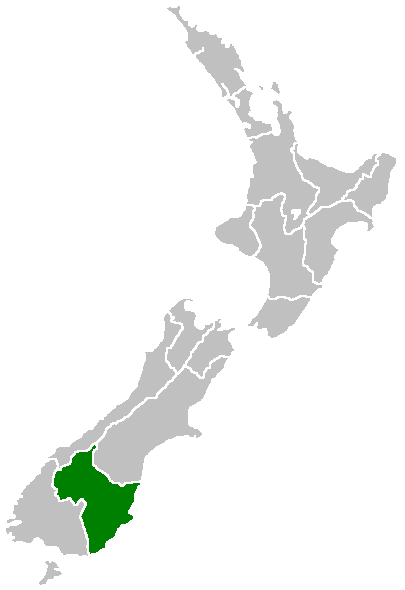
Bullendale (Les Récifs), Péninsule d'Otago

Bullendale est une colonie minière abandonnée d'Otago, en Nouvelle-Zélande. C'est le site de la première centrale hydroélectrique industrielle de Nouvelle-Zélande. Situé dans une campagne accidentée et reculée, il a survécu pour devenir d'une importance historique, et plusieurs enquêtes archéologiques y ont été menées,.

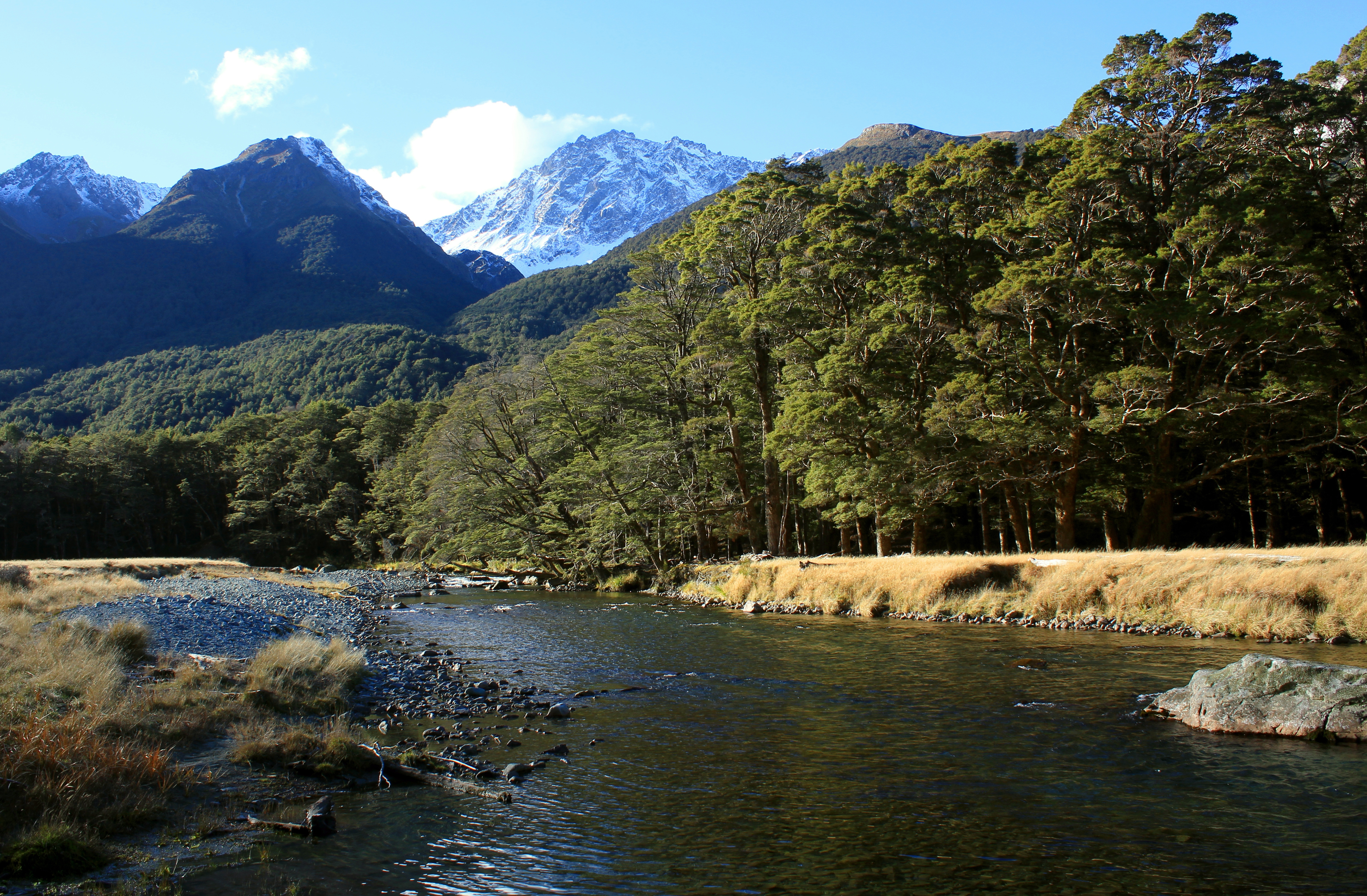
Rivière Caples, Otago

## Histoire de la Mine
La batterie de  20 broyeurs à pilons  était à l'origine alimentée mécaniquement par une turbine hydraulique alimentée par une course d'eau de mineurs. Cependant, le manque d'eau par temps sec a incité une demande de fourniture d'électricité à partir d'une centrale électrique utilisant l'eau du ruisseau Skippers voisin, un affluent de la rivière Shotover, La rivière s'est appelée précédemment Tummel du fait de deux pionniers écossais nommés Cameron et MacDonald, qui avaient franchi cette zone avant l'arrivée de Rees. Cela fait aussi référence au Overshot (système mu par au-dessus) des premiers mineurs d'or, mais ce fut le nom de Shotover qui resta,. En 1896, une nouvelle course d'eau a été construite, permettant à l'eau d'être à nouveau utilisée directement pour l'énergie. Le système électrique a continué à être utilisé comme auxiliaire jusqu'en 1901 environ, lorsque les dynamos ont été utilisées pour la dernière fois.
Une cabane historique sur le site aurait été le logement du directeur de la centrale hydroélectrique. Il est maintenant connu sous le nom de Dynamo Hut et appartient au Département de la conservation. La batterie a été améliorée à 30 broyeurs à pilons  en prévision de l'augmentation de la puissance fournie par le système électrique. La mine a fonctionné jusqu'en 1901 et, en 1907, elle a finalement été fermée. Pendant la Première Guerre mondiale, les éléments en fer sont démantelés et il ne reste que deux huttes de toute la ville.

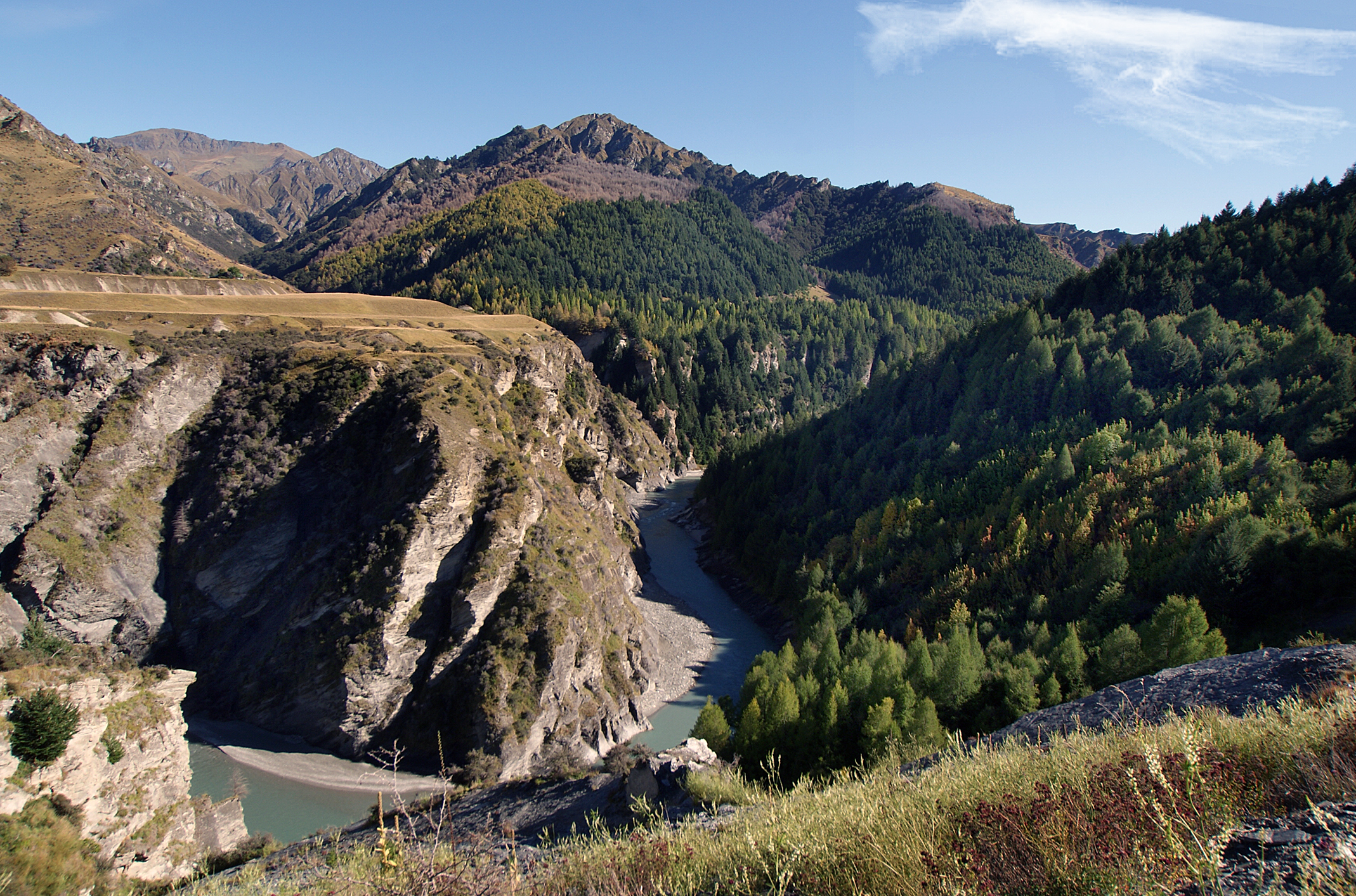
Skippers Canyon Queenstown

## Le tunnel "Oxenbridge"
Le tunnel Oxenbridge Tunnel à Arthur point est un tunnel de 170 m qui fait partie d'un projet de mine des frères "Oxenbridge" qui cherchèrent à dériver l'eau de la rivière pour exploiter l'or situé dans son lit. Il est enregistré dans la Catégorie II des lieux Historique en 1985, et qui est utilisé pour le rafting et les kayakistes.
Il existe un tracé de randonnée du "Department of Conservation" de la Nouvelle-Zélande nommé l'Oxenbridge Tunnel Track qui va du pont Edith Cavell, le long de la rivière Shotover jusqu'aux abord de " Oxenbridge Tunnel".

## Reconstruction de la centrale électrique

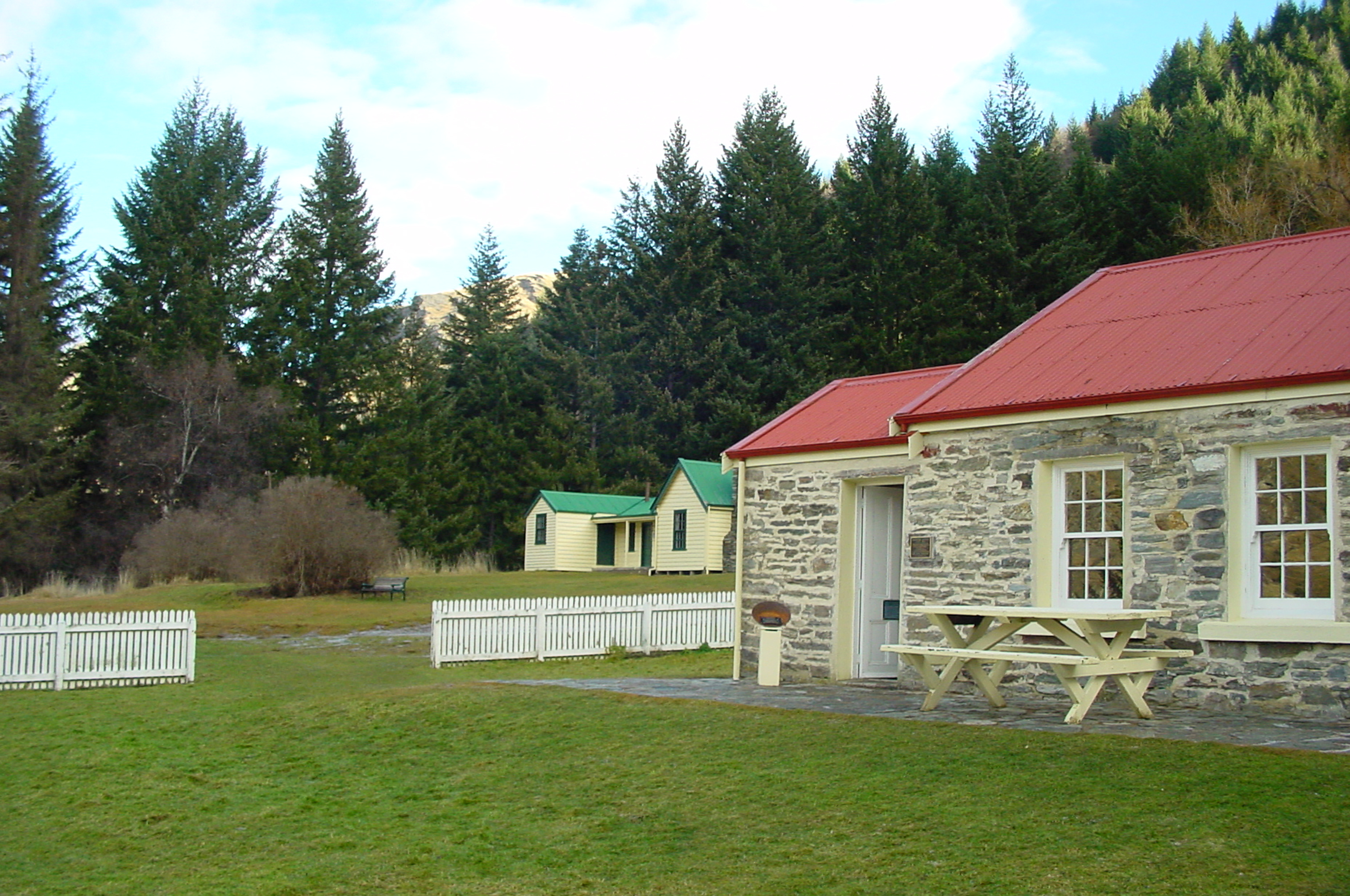
Skippers Point Queenstown

En 1866, une nouvelle centrale hydroélectrique a été construite, dans la branche gauche de Skippers Canyon. La station a envoyé de l'électricité sur 3 km au-dessus de la colline jusqu'à Bullendale, une petite colonie d'extraction d'or à environ 4 heures de marche de l'extrémité la plus éloignée de Skippers Road, où elle a alimenté un compresseur d'air pour faire fonctionner une usine de broyage pour séparer l'or du quartz. L'usine n'était pas rentable.
La production d'électricité a commencé en 1886 avec deux dynamos, donnant une capacité combinée maximale de 50 kilowatts (67 ch). Il y avait une ligne de transmission de deux milles de long entre la centrale et la batterie de broyage. Cependant, ce premier système s'est avéré avoir de nombreux problèmes et l'inspecteur des mines est cité comme disant que " on sait encore très peu de choses sur l'électricité ". Au début, les dynamos étaient incapables d'alimenter les  30 pilons et la turbine à eau était toujours nécessaire pour faire fonctionner la batterie à pleine capacité. Les dynamos ont été améliorées l'année suivante, remplaçant les armatures en fonte par des armatures en fer laminé, et en 1888, la centrale électrique était capable d'alimenter les 30 pilons ainsi qu'un compresseur d'air et un brise-pierre.